# 19 lipca
19 lipca jest 200. (w latach przestępnych 201.) dniem w kalendarzu gregoriańskim. Do końca roku pozostaje 165 dni.

## Święta
- Imieniny obchodzą: Ambroży, Arseniusz, Aurea, Epafras, Justa, Lutobor, Makryna, Marcin, Piotr, Radomiła, Rufina, Symmach, Teodor, Włodzisław i Zdziesuł.
- Mjanma – Dzień Męczenników
- Wspomnienia i święta w Kościele katolickim[1][2] obchodzą:
  - bł. Achilles Józef Puchała (franciszkanin i męczennik)
  - bł. Herman Stępień (franciszkanin i męczennik)
  - św. Epafras (biskup Kolosów)
  - św. Jan Plessington (prezbiter, męczennik)
  - św. Makryna Młodsza (zakonnica)
  - św. Symmach (papież)

## Wydarzenia w Polsce
- 1399 – W krypcie katedry wawelskiej odbył się wspólny pogrzeb zmarłej 17 lipca, prawdopodobnie w wyniku gorączki połogowej, królowej Jadwigi Andegaweńskiej i jej nowo narodzonej córki Elżbiety Bonifacji, która zmarła 4 dni wcześniej.
- 1450 – Pierwsza wzmianka o Uździe.
- 1535 – Związany z poznańską Akademią Lubrańskiego niemiecki humanista i działacz reformacyjny Christoph Hegendorfer został uznany przez kapitułę za heretyka i usunięty z uczelni oraz skazany na wygnanie z miasta. Jego dzieła spalono, wpisując część z nich na indeks ksiąg zakazanych.
- 1569 – Na Sejmie w Lublinie książę pruski Albrecht Fryderyk Hohenzollern złożył hołd lenny królowi Zygmuntowi II Augustowi, co obecny na miejscu Jan Kochanowski opisał w utworze Proporzec albo hołd pruski.
- 1655 – Król Karol X Gustaw wypowiedział wojnę Rzeczypospolitej – początek potopu szwedzkiego.
- 1702 – III wojna północna: szwedzka armia pod dowództwem króla Karola XII zwyciężyła wojska króla Augusta II Mocnego w bitwie pod Kliszowem.
- 1778 – Poświęcono kościół Franciszkanów w Przemyślu.
- 1794 – Insurekcja wileńska: wojska rosyjskie rozpoczęły szturm na Wilno.
- 1863 – We Lwowie została podpisana Concordia – umowa pomiędzy biskupami rzymskokatolickimi a greckokatolickimi.
- 1896 – W Krakowie otwarto Park im. Wojciecha Bednarskiego.
- 1917 – I wojna światowa: zakończyła się nieudana rosyjska ofensywa Kiereńskiego w Galicji (1–19 lipca).
- 1920 – Rada Obrony Państwa powołała na terenie byłej dzielnicy pruskiej Zachodnią Straż Obywatelską.
- 1924 – Wojewoda rozwiązał Radę Miejską Krakowa i ustanowił zarząd komisaryczny.
- 1943 – W obozie koncentracyjnym KL Warschau umieszczono pierwszych 300 więźniów.
- 1945 – Przed kościołem św. Krzyża w Warszawie ponownie ustawiono odnowioną figurę Chrystusa dźwigającego krzyż.
- 1946 – Polska administracja przejęła kontrolę nad południową częścią tzw. Enklawy Polickiej (od Polic po Stołczyn), zajmowanej od 5 października 1945 roku przez wojska radzieckie.
- 1972:
  - Prasa poinformowała o odkryciu bogatych złóż węgla kamiennego na Lubelszczyźnie.
  - W zakładach piwowarskich w Warszawie rozpoczęto licencyjną produkcję Coca-Coli.
- 1974 – O godzinie 11:15 uruchomiono zegar na Wieży Zygmuntowskiej odbudowanego Zamku Królewskiego w Warszawie.
- 1977 – Rada Państwa wydała dekret o amnestii dla uczestników wydarzeń radomskich.
- 1978 – Otwarto Ogród Fauny Polskiej w Bydgoszczy.
- 1989 – Gen. Wojciech Jaruzelski został wybrany przez Zgromadzenie Narodowe na urząd prezydenta PRL.
- 2003 – W Gdyni rozpoczęła się Operacja Żagiel 2003.
- 2011 – Oddano do użytku stadion PGE Arena Gdańsk.
- 2012 – Wystartował naziemny kanał telewizyjny Puls 2.

## Wydarzenia na świecie
- 711 – Na rozkaz arabskiego namiestnika Afryki Północnej wódz Tarik ibn Zijad przerzucił armię przez Gibraltar i pokonał w bitwie nad rzeką Guadalete wojska Wizygotów pod wodzą Roderyka.
- 939 – Zwycięstwo wojsk Królestwa Leónu pod wodzą króla Ramiro II w bitwie pod Simancas nad siłami kalifa Kordoby Abd ar-Rahmana III.
- 998 – Zwycięstwo wojsk egipskich nad bizantyjskimi w bitwie pod Apameą.
- 1068 – Zwycięstwo wojsk kastylijskich nad wojskami Królestwa Leónu w bitwie pod Llantadą.
- 1195 – Rekonkwista: klęska wojsk króla kastylijskego Alfonsa VIII w bitwie pod Alarcos z wojskami kalifa Maroka Jakuba al-Mansura.
- 1333 – II wojna o niepodległość Szkocji: zwycięstwo wojsk angielskich w bitwie pod Halidon Hill.
- 1457 – Wojska władcy Mawarannahru Abu Sa’ida Mirzy zdobyły Herat i rozpoczęły oblężenie miejskiej cytadeli.
- 1462 – Wojna bawarska: zwycięstwo wojsk księcia Bawarii-Landshut Ludwika IX Bogatego nad siłami następcy tronu Brandenburgii Albrechta Achillesa w bitwie pod Giengen.
- 1463 – Król Węgier i Chorwacji Maciej Korwin wykupił węgierskie insygnia koronacyjne (w tym koronę Świętego Stefana) od cesarza Fryderyka III Habsburga.
- 1501 – W Konstantynopolu sułtan Imperium osmańskiego Bajazyd II zaprzysiągł rozejm z Polską.
- 1510 – W Berlinie stracono 38 Żydów pod zarzutami bezczeszczenia hostii i mordów na dzieciach.
- 1525 – W Dessau zawiązał się Związek Katolików utworzony przez katolickich książąt Rzeszy, skierowany przeciwko reformacji.
- 1544 – Wojna angielsko-francuska: wojska angielskie rozpoczęły oblężenie Boulogne.
- 1545 – Wojna angielsko-francuska: nierozstrzygnięta bitwa morska w cieśninie Solent, w czasie której zatonęła karaka „Mary Rose”, flagowy okręt floty wojennej króla Anglii Henryka VIII Tudora.
- 1551 – W Weißenburgu (obecnie Alba Iulia) królowa-regentka Węgier Izabela Jagiellonka zawarła układ z Ferdynanden Habsburgiem, na mocy którego w imieniu swego małoletniego syna Jana Zygmunta zrzekła się praw do korony węgierskiej, w zamian za co miała otrzymać Księstwo opolskie i odszkodowanie pieniężne.
- 1553 – Na tron angielski wstąpiła Maria I Tudor, zwana Marią Katolicką.
- 1572 – Wanli został cesarzem Chin.
- 1575 – Papież Grzegorz XIII erygował prałaturę terytorialną São Sebastião do Rio de Janeiro.
- 1593 – Papież Klemens VIII erygował diecezję Solsony w Hiszpanii.
- 1612 – Awantury mołdawskie: prywatne wojska magnata Stefana Potockiego, który próbował przywrócić na tron mołdawski wygnanego Konstantyna Mohyłę, poniosły klęskę w bitwie pod Sasowym Rogiem z wojskami hospodara Stefana Tomży, którego wspierały oddziały tureckie i tatarskie. W wyniku porażki Potocki dostał się do niewoli, a w odwecie Tatarzy najechali Podole.
- 1623 – Rozpoczęło się konklawe, które 6 sierpnia wybrało Urbana VIII na następcę Grzegorza XV.
- 1682 – Jozue I Wielki został cesarzem Etiopii.
- 1701 – III wojna północna: zwycięstwo wojsk szwedzkich nad sasko-rosyjskimi w bitwie nad Dźwiną.
- 1716 – VIII wojna wenecko-turecka: wojska tureckie rozpoczęły oblężenie Korfu.
- 1717 – VIII wojna wenecko-turecka: zwycięstwo wojsk tureckich w bitwie w zatoce Matapan.
- 1733 – Wojna turecko-perska: w bitwie nad Tygrysem wojska tureckie pod wodzą Topala Osmana Paszy pokonały armię Nadira Szaha Afszara, dzięki czemu uratowany został Bagdad.
- 1747 – Wojna o sukcesję austriacką: zwycięstwo wojsk sardyńsko-piemonckich nad francuskimi w bitwie pod Assiettą.
- 1759 – W Sztokholmie spłonął kościół św. Marii Magdaleny i 300 innych budynków.
- 1783 – Zwodowano szwedzką fregatę „Venus”.
- 1790 – VI wojna rosyjsko-turecka: zwycięstwo floty rosyjskiej w bitwie w Cieśninie Kerczeńskiej.
- 1801 – Gruzja została przyłączona do Rosji.
- 1821 – Jerzy IV Hanowerski został koronowany na króla Wielkiej Brytanii.
- 1843 – Zwodowano transatlantycki parowiec „Great Britain”.
- 1859 – Alfonso Ferrero La Marmora został premierem Królestwa Sardynii.
- 1864:
  - Powstanie tajpingów: chińskie wojska rządowe zdobyły stolicę powstańców Nankin, dokonując w ciągu następnych 3 dni rzezi około 100 tys. osób.
  - Wojna secesyjna: żołnierze Unii zniszczyli miasto Stone Mountain w Georgii.
- 1865 – Założono miasto Lincoln w Argentynie.
- 1870 – Francja wypowiedziała wojnę Królestwu Prus.
- 1877:
  - X wojna rosyjsko-turecka: strategiczne zwycięstwo wojsk rosyjskich w I bitwie pod Szipką w Bułgarii.
  - Zakończył się pierwszy turniej tenisowy na Wimbledonie.
- 1900 – W Paryżu otwarto pierwszą linię metra.
- 1903:
  - Król Edward VII wraz z żoną Aleksandrą rozpoczęli swą pierwszą oficjalną wizytę w Irlandii.
  - W Paryżu zakończył się pierwszy wyścig kolarski Tour de France. Zwyciężył reprezentant gospodarzy Maurice Garin.
- 1905 – Cesarz Rosji Mikołaj II Romanow wydał ukaz zwołania Dumy, do której miały być przeprowadzone czterostopniowe wybory z zastosowaniem cenzusu majątkowego.
- 1908:
  - W Londynie założono Światową Federację Pływacką (FINA).
  - W Rotterdamie założono klub piłkarski Feyenoord.
- 1909 – Dimitrios Ralis został po raz czwarty premierem Grecji.
- 1915 – I wojna światowa: rozpoczęła się bitwa pod Formelles.
- 1917:
  - I wojna światowa: niemiecki okręt podwodny SM U-38 zatopił na Morzu Śródziemnym brytyjski transportowiec SS „Eloby“, w wyniku czego zginęło 156 osób.
  - Reichstag uchwalił rezolucję pokojową.
- 1920:
  - António Granjo został premierem Portugalii.
  - Pál Teleki został premierem Węgier.
  - W Piotrogrodzie rozpoczął się drugi kongres Kominternu.
- 1921 – Achille Ratti (późniejszy papież Pius XI) został kardynałem.
- 1924 – Ok. 400 Indian zostało zamordowanych przez policję i farmerów w Napalpí w prowincji Chaco w północnej Argentynie.
- 1929 – Konflikt o Kolej Wschodniochińską: ZSRR zerwał stosunki dyplomatyczne z Chinami i rozpoczął przygotowania do wojny.
- 1930 – Maksim Harecki i Fłaryjan Żdanowicz zostali aresztowani pod zarzutem przynależności do Związku Wyzwolenia Białorusi.
- 1937 – W Monachium została otwarta zorganizowana przez nazistów Wystawa sztuki zdegenerowanej.
- 1938 – Sigmund Freud, który kilka tygodni wcześniej wyemigrował z Wiednia do Londynu, spotkał się w swym domu z Salvadorem Dalím, inspirującym się w swej twórczości jego teorią psychoanalizy.
- 1940:
  - Kampania śródziemnomorska: zwycięstwo aliantów w starciu z dwoma krążownikami włoskimi koło przylądka Spatha.
  - Wilhelm Keitel, Albert Kesselring, Wilhelm List, Erhard Milch, Hugo Sperrle, Fedor von Bock, Walther von Brauchitsch, Günther von Kluge, Wilhelm von Leeb, Walter von Reichenau, Gerd von Rundstedt i Erwin von Witzleben zostali mianowani przez Adolfa Hitlera feldmarszałkami.
- 1941 – Józef Stalin objął funkcję ludowego komisarza obrony ZSRR.
- 1942 – Zakończono ewakuację armii gen. Władysława Andersa z ZSRR na Bliski Wschód.
- 1943:
  - Front włoski: Rzym po raz pierwszy został zbombardowany przez aliantów.
  - W Feltre na północy Włoch spotkali się Benito Mussolini i Adolf Hitler.
- 1944 – Front zachodni: wojska alianckie wyzwoliły Caen.
- 1945 – W Użhorodzie na Ukrainie założono Użhorodzki Uniwersytet Narodowy (do 2000 roku Użhorodzki Uniwersytet Państwowy).
- 1947 – Zginął w zamachu premier Birmy gen. Aung San.
- 1949:
  - Laos uzyskał niepodległość (od Francji).
  - Założono albański klub piłkarski Dinamo Tirana.
- 1950:
  - Powstała Centralna Rada Żydów w Niemczech.
  - Premiera amerykańskiego filmu przygodowego Wyspa skarbów w reżyserii Byrona Haskina.
- 1952 – W Helsinkach rozpoczęły się XVI Letnie Igrzyska Olimpijskie.
- 1954 – Ukazał się debiutancki singiel Elvisa Presleya That’s All Right.
- 1955 – Rozpoczął nadawanie I program Telewizji Estońskiej.
- 1959 – Włoch Guido Monzino dokonał pierwszego wejścia na siedmiotysięcznik Kanjut Sar w paśmie Karakorum.
- 1960:
  - 33 górników zginęło w pożarze kopalni rudy żelaza „Hannoversche Treue” koło miasta Salzgitter w Dolnej Saksonii.
  - Kryzys kongijski: w katastrofie belgijskiego wojskowego samolotu transportowego Fairchild C-119 Flying Boxcar w pobliżu Gomy zginęło 39 spośród 43 osób na pokładzie.
- 1961:
  - Rozpoczęły się tunezyjsko-francuskie walki o Bizertę – ostatnie miasto i bazę morską pozostającą pod kontrolą francuską w Tunezji po odzyskaniu przez nią niepodległości w 1956 roku.
  - W bazie RAF koło Woodbridge w Anglii odbyły się pierwsze ćwiczenia lotnicze NATO Tiger Meet.
  - W katastrofie samolotu Douglas DC-6 pod Buenos Aires zginęło 67 osób.
- 1962 – Asadollah Alam został premierem Iranu.
- 1963 – Amerykański pilot Joe Walker przekroczył na rakietowym samolocie doświadczalnym X-15 wysokość 100 km, uważaną za granicę kosmosu.
- 1965 – W Ghanie funt ghański został zastąpiony przez cedi.
- 1967:
  - W Hendersonville w Karolinie Północnej wskutek zderzenia Boeinga 727 z awionetką zginęły 82 osoby.
  - Wystrzelono amerykańską sondę księżycową Explorer 35.
- 1969:
  - Brytyjczyk John Fairfax na łodzi wiosłowej „Britannia“ po 180 dniach jako pierwszy przepłynął samotnie Atlantyk na trasie Gran Canaria-Floryda.
  - Wojna na wyczerpanie: izraelscy komandosi rozpoczęli operację niszczenia egipskich stacji radiolokacyjnych i wyrzutni rakiet przeciwlotniczych SAM nad Kanałem Sueskim.
- 1971:
  - Nieudany zamach stanu w Sudanie przeprowadzony przez grupę oficerów związanych z partią komunistyczną.
  - Zakończono budowę południowej wieży WTC w Nowym Jorku.
- 1974 – Zakończyła się załogowa misja kosmiczna Sojuz 14.
- 1976 – W Nepalu utworzono Park Narodowy Sagarmatha.
- 1979:
  - Nikaraguańscy sandiniści wkroczyli do stolicy kraju Managui.
  - U wybrzeży Trynidadu i Tobago zderzyły się tankowce „Atlantic Empress” i „Aegean Captain”, co doprowadziło do wycieku ropy naftowej i katastrofy ekologicznej.
- 1980 – W Moskwie rozpoczęły się XXII Letnie Igrzyska Olimpijskie.
- 1985 – 268 osób zginęło po runięciu zapory w Val di Stava we Włoszech.
- 1988 – W Witebsku oddano do użytku Letni Amfiteatr z największą na Białorusi widownią na 5400 osób, gdzie corocznie odbywa się festiwal muzyczny Słowiański Bazar.

- 1989:

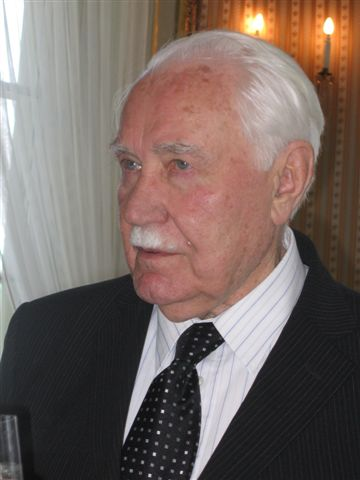
Ryszard Kaczorowski – ostatni prezydent RP na uchodźstwie

  - Ryszard Kaczorowski został ostatnim prezydentem RP na Uchodźstwie.
  - W katastrofie lotu United Airlines 232 w Sioux City w stanie Iowa zginęło 111 osób, a 185 zostało rannych.
  - Założono holenderski Park Narodowy Schiermonnikoog.
- 1992 – W zamachu bombowym w Palermo zginął antymafijny sędzia śledczy Paolo Borsellino i 5 policjantów z jego ochrony.
- 1994:
  - Łeonid Kuczma został prezydentem Ukrainy.
  - Pasteur Bizimungu został prezydentem Rwandy.
- 1996 – W Atlancie rozpoczęły się XXVI Letnie Igrzyska Olimpijskie.
- 2004 – W Atenach wznowiono zlikwidowaną w 1977 roku komunikację tramwajową.
- 2005:
  - 15 osób (w większości milicjantów zginęło), a 37 zostało rannych w zamachu bombowym w miejscowości Znamienskoje w Czeczenii.
  - Czech Ondřej Sosenka na torze kolarskim Kryłatskoje w Moskwie ustanowił kolarski rekord świata w jeździe godzinnej (49,700 km).
  - Fouad Siniora został premierem Libanu.
  - W irańskim mieście Meszhed powieszono na mocy prawa szariatu nastolatków Mahmuda Asgari i Ajaza Marhoni, skazanych na śmierć za homoseksualizm.
- 2007 – Kanadyjski informatyk Jonathan Schaeffer całkowicie rozpracował grę w warcaby dzięki programowi Chinook.
- 2009 – 16 osób zginęło w katastrofie rosyjskiego cywilnego śmigłowca transportowego Mi-8 w bazie NATO w afgańskim Kandaharze.
- 2010:
  - 66 osób zginęło w katastrofie kolejowej w mieście Sainthia w Indiach.
  - Dési Bouterse został wybrany przez parlament na urząd prezydenta Surinamu.
- 2014 – W katastrofie drogowej w Dreźnie zginęło 11 osób (obywateli Polski), a 69 zostało rannych.
- 2020 – Z Centrum Lotów Kosmicznych Tanegashima w Japonii wystrzelono rakietę z emiracką sondą marsjańską Al Amal.
- 2024 – Doszło do globalnej awarii systemów operacyjnych Microsoftu.

## Zdarzenia astronomiczne
- 2009 – Asteroida lub kometa uderzyła w powierzchnię Jowisza niedaleko bieguna południowego.

## Urodzili się
- 810 – Al-Buchari, perski uczony muzułmański (zm. 870)
- 1420 – Wilhelm VIII Paleolog, markiz Montferratu (zm. 1483)
- 1579 – Remigian Lasocki, polski szlachcic, polityk (zm. 1624)
- 1648 – Jakub Kresa, czeski jezuita, matematyk (zm. 1715)
- 1670 – Richard Leveridge, angielski śpiewak, kompozytor (zm. 1758)
- 1688 – Giuseppe Castiglione, włoski jezuita, misjonarz, malarz, architekt (zm. 1766)
- 1692 – Fryderyk Wilhelm Kettler, książę Kurlandii i Semigalii, lennik Rzeczypospolitej Obojga Narodów (zm. 1711)
- 1698 – Johann Jakob Bodmer, szwajcarski historyk, poeta, krytyk literacki (zm. 1783)
- 1714 – Giovanni Battista Cambiaso, doża Genui (zm. 1772)
- 1739 – Joseph Stanton Jr., amerykański wojskowy, polityk, senator (zm. 1807)
- 1744 – Heinrich Christian Boie, niemiecki prozaik, poeta (zm. 1806)
- 1750 – Johan Gabriel Oxenstierna, szwedzki polityk, poeta (zm. 1818)
- 1753:
  - Romoaldo Braschi-Onesti, włoski kardynał (zm. 1817)
  - Richard Potts, amerykański polityk, senator (zm. 1808)
- 1759 – Marianne Auenbrugger, austriacka pianistka, kompozytorka (zm. 1782)
- 1764 – Krzysztof Celestyn Mrongowiusz, polski pastor, kaznodzieja ewangelicki, działacz narodowy (zm. 1855)
- 1766 – Friedrich Fleischmann, niemiecki kompozytor (zm. 1798)
- 1775 – Camillo Filippo Ludovico Borghese, włoski książę, kolekcjoner dzieł sztuki (zm. 1832)
- 1786 – Wincenty a Paulo Pieńkowski, polski duchowny katolicki, biskup lubelski (zm. 1863)
- 1789 – John Martin, brytyjski malarz, grawer (zm. 1854)
- 1791 – Odilon Barrot, francuski polityk, premier Francji (zm. 1873)
- 1794 – Tadakuni Mizuno, japoński polityk (zm. 1851)
- 1800 – Juan José Flores, ekwadorski generał, polityk pochodzenia wenezuelskiego, pierwszy prezydent Ekwadoru (zm. 1864)
- 1803 – (lub 19 czerwca) Ignacy Czernik, polski oficer, powstaniec, działacz emigracyjny (zm. 1887)
- 1804 – Maurycy Rohrer, polski lekarz, meteorolog, botanik (zm. 1867)
- 1806 – Lorenz Diefenbach, niemiecki pastor, pisarz, lingwista, etnolog, bibliotekarz (zm. 1883)
- 1809 – Jakob Henle, niemiecki anatom, patolog (zm. 1885)
- 1814 – Samuel Colt, amerykański konstruktor i producent broni (zm. 1862)
- 1819 – Gottfried Keller, szwajcarski pisarz (zm. 1890)
- 1822 – Augusta Hanowerska, księżniczka brytyjska, wielka księżna Meklemburgii-Strelitz (zm. 1916)
- 1825 – George H. Pendleton, amerykański prawnik, polityk, senator (zm. 1889)
- 1827 – Mangal Pandey, indyjski żołnierz, bohater narodowy (zm. 1857)
- 1829 – Edward Zygmunt Nowakowski, polski kapucyn, kaznodzieja, historyk, uczestnik powstania styczniowego (zm. 1903)
- 1834 – Edgar Degas, francuski malarz, grafik, rzeźbiarz (zm. 1917)
- 1837 – Georg Bühler, niemiecki indolog (zm. 1898)
- 1838 – Joel Asaph Allen, amerykański ornitolog, systematyk (zm. 1921)
- 1846 – Edward Charles Pickering, amerykański astronom (zm. 1919)
- 1849:
  - Ferdinand Brunetière, francuski krytyk i historyk literatury, wykładowca akademicki, eseista (zm. 1906)
  - Gerhard Munthe, norweski malarz, rysownik (zm. 1929)
- 1850:
  - Győző Czigler, węgierski architekt, naukowiec (zm. 1905)
  - Cuthbert Ottaway, angielski piłkarz, krykiecista (zm. 1878)
- 1852:
  - Franciszek Czarnomski, polski rolnik, gleboznawca (zm. 1898)
  - Meta Janitzek, górnośląska pisarka (zm. 1927)[3]
- 1855 – Živojin Mišić, serbski marszałek polny (zm. 1921)
- 1859 – Carl Ludwig Schleich, niemiecki chirurg, malarz, poeta (zm. 1922)
- 1860 – Lizzie Borden, Amerykanka uniewinniona od zarzutu podwójnego zabójstwa (zm. 1927)
- 1862 – Kazimierz Jaczewski, polski lekarz, działacz społeczny i kulturalny, bibliotekarz (zm. 1934)
- 1863 – Ignacy Stebelski, polski architekt (zm. 1909)
- 1865 – Georges Friedel, francuski mineralog, krystalograf (zm. 1933)
- 1868:
  - Florence Foster Jenkins, amerykańska śpiewaczka (zm. 1944)
  - Francesco Saverio Nitti, włoski dziennikarz, polityk, premier Włoch (zm. 1953)
- 1869 – Ludwika Wiktoria Orleańska, francuska arystokratka, księżna Bawarii (zm. 1952)
- 1875:
  - Tadeusz Leliwa, polski śpiewak operowy (tenor) (zm. 1929)
  - Alice Dunbar Nelson, amerykańska poetka, publicystka, aktywistka polityczna (zm. 1935)
- 1876 – Ignaz Seipel, austriacki duchowny katolicki, teolog, polityk, kanclerz Austrii (zm. 1932)
- 1877 – Ignacy Pieńkowski, polski malarz, pedagog (zm. 1948)
- 1883 – Wincenty Rzymowski, polski polityk, członek PKWN, minister spraw zagranicznych (zm. 1950)
- 1884 – Karol Edward, książę Saksonii-Coburg-Gotha (zm. 1954)
- 1886 – Rudolf Degermark, szwedzki gimnastyk (zm. 1960)
- 1890 – Ludwik Maria Staff, polski poeta, prozaik (zm. 1914)
- 1891:
  - Gyula Halasy, węgierski strzelec sportowy (zm. 1970)
  - Jerzy Kaulbersz, polski fizjolog (zm. 1986)
  - Irving Small, amerykański hokeista (zm. 1955)
- 1893 – Władimir Majakowski, rosyjski poeta (zm. 1930)
- 1894:
  - Aleksandr Chinczyn, rosyjski matematyk (zm. 1959)
  - Jerzy Pajączkowski-Dydyński, polski pułkownik (zm. 2005)
- 1895 – Robert Little, australijski pilot wojskowy, as myśliwski (zm. 1918)
- 1896 – Archibald Joseph Cronin, brytyjski pisarz (zm. 1981)
- 1897 – Yi Zuolin, chiński językoznawca, pedagog, filantrop (zm. 1945)
- 1898:
  - Étienne Decroux, francuski aktor, mim (zm. 1991)
  - Herbert Marcuse, niemiecko-amerykański filozof, socjolog pochodzenia żydowskiego (zm. 1979)
- 1900:
  - Arno Breker, niemiecki rzeźbiarz, architekt (zm. 1991)
  - Brutus Hamilton, amerykański lekkoatleta, wieloboista (zm. 1970)
  - Stefan Zwoliński, polski speleolog, legionista, fotograf (zm. 1982)
- 1901:
  - Claude Aveline, francuski prozaik, poeta, malarz, działacz ruchu oporu (zm. 1992)
  - Stefan Łoś, polski pisarz, działacz harcerski, podróżnik (zm. 1955)
- 1902:
  - Tadeusz Kański, polski aktor, reżyser i scenarzysta filmowy, uczestnik powstania warszawskiego (zm. 1950)
  - Chet Miller, amerykański kierowca wyścigowy (zm. 1953)
- 1903:
  - Barbara Bedford, amerykańska aktorka (zm. 1981)
  - Robert Dalban, francuski aktor (zm. 1987)
  - Helena Michnik, polska historyk, działaczka komunistyczna (zm. 1969)
  - Willi Multhaup, niemiecki trener piłkarski (zm. 1982)
- 1904:
  - Bronisław Filipowicz, polski biochemik, wykładowca akademicki (zm. 1988)
  - William Smith, południowoafrykański bokser (zm. 1955)
- 1905:
  - Józef Girotti, włoski dominikanin, błogosławiony (zm. 1945)
  - Louis Kentner, węgiersko-brytyjski pianista (zm. 1987)
  - Geertje Kuijntjes, holenderska superstulatka (zm. 2019)
- 1906:
  - Jerzy Kobusz, polski aktor (zm. 1944)
  - Werner Ventzki, niemiecki urzędnik, polityk (zm. 2004)
- 1907:
  - Stanisław Bretsznajder, polski chemik, wykładowca akademicki (zm. 1967)
  - Kazimierz Grzybowski, polski prawnik, sowietolog (zm. 1993)
  - Paul Magloire, haitański generał, polityk, prezydent Haiti (zm. 2001)
- 1908:
  - Jozef Brandobur, słowacki taternik, instruktor taternictwa, publicysta, tłumacz (zm. 1976)
  - Gunnar Olsson, szwedzki piłkarz (zm. 1974)
- 1909 – Siergiej Gricewiec, radziecki major pilot, as myśliwski (zm. 1939)
- 1910:
  - Francisco Coloane, chilijski piłkarz (zm. 2002)
  - Jean Wilson, kanadyjska łyżwiarka szybka pochodzenia szkockiego (zm. 1933)
- 1911 – Józef Morton, polski pisarz, działacz ludowy (zm. 1994)
- 1912:
  - Peter Leo Gerety, amerykański duchowny katolicki, arcybiskup Newark (zm. 2016)
  - Stefan Żechowski, polski malarz, rysownik, ilustrator (zm. 1984)
- 1913 – Rudolf Rademacher, niemiecki pilot wojskowy, as myśliwski (zm. 1953)
- 1914:
  - Grzegorz Aleksandrowicz, polski dziennikarz i działacz sportowy, sędzia piłkarski (zm. 1985)
  - Roman Paszkowski, polski generał broni pilot (zm. 1998)
  - César Povolny, francuski piłkarz pochodzenia polskiego (zm. ?)
- 1915 – Wiera Badalska, polska pisarka, autorka książek dla dzieci (zm. 1981)
- 1916:
  - Alice Bridges, amerykańska pływaczka (zm. 2011)
  - Phil Cavarretta, amerykański baseballista (zm. 2010)
- 1917 – William Scranton, amerykański polityk (zm. 2013)
- 1918:
  - Ewa Pohoska, polska dramatopisarka, poetka, publicystka, żołnierz AK (zm. 1944)
  - Jan Zarański, polski prawnik, dziennikarz, tłumacz, żołnierz AK, uczestnik powstania warszawskiego (zm. 1985)
- 1919:
  - Eduardo Assam, meksykański zapaśnik (zm. 1997)
  - Paweł Dżidżow, bułgarski duchowny katolicki, męczennik, błogosławiony (zm. 1952)
  - Robert Pinget, francuski pisarz (zm. 1997)
- 1920:
  - Josef Kempný, czeski polityk komunistyczny, premier Czeskiej Republiki Socjalistycznej (zm. 1996)
  - Robert Mann, amerykański skrzypek, dyrygent, kompozytor (zm. 2018)
- 1921:
  - Harold Camping, amerykański kaznodzieja, pisarz, przedsiębiorca (zm. 2013)
  - Basil Charles Godfrey Place, brytyjski kontradmirał (zm. 1994)
  - Rosalyn Yalow, amerykańska lekarka, psycholog, laureatka Nagrody Nobla (zm. 2011)
- 1922:
  - Tadeusz Adamski, polski hokeista na trawie (zm. 2001)
  - Tuanku Jaafar, malezyjski dyplomata, król Malezji (zm. 2008)
  - Stig Sundqvist, szwedzki piłkarz, trener (zm. 2011)
- 1923:
  - Jay Haley, amerykański psychoterapeuta (zm. 2007)
  - Alex Hannum, amerykański koszykarz, trener (zm. 2002)
  - Octávio Moraes, brazylijski piłkarz (zm. 2009)
  - Soini Nikkinen, fiński lekkoatleta, oszczepnik (zm. 2012)
  - Constantin Țoiu, rumuński pisarz (zm. 2012)
- 1924:
  - Petras Griškevičius, litewski polityk komunistyczny (zm. 1987)
  - Stanley Hathaway, amerykański polityk (zm. 2005)
  - Pat Hingle, amerykański aktor (zm. 2009)
- 1925:
  - Otto Arosemena, ekwadorski prawnik, polityk, tymczasowy prezydent Ekwadoru (zm. 1984)
  - Ivor Roberts, brytyjski aktor, lektor telewizyjny (zm. 1999)
- 1926:
  - Czesław Janicki, polski polityk, wicepremier, minister rolnictwa, poseł na Sejm RP (zm. 2012)
  - Lukë Kaçaj, albański śpiewak operowy (bas) (zm. 2001)
- 1927:
  - Michał Bobrowski, polski satyryk, scenarzysta, reżyser, autor tekstów piosenek (zm. 2012)
  - Zygmunt Górka, polski chirurg, uczestnik powstania warszawskiego (zm. 2022)
  - Jan Myrdal, szwedzki pisarz, krytyk literacki, reporter (zm. 2020)
  - Halina Żakowa, polska paleontolog, geolog (zm. 1996)
- 1928:
  - John Bratby, brytyjski malarz (zm. 1992)
  - László Budai, węgierski piłkarz (zm. 1983)
  - Mieczysław Tanty, polski historyk, bałkanista (zm. 2015)
- 1929:
  - George Dempsey, amerykański koszykarz (zm. 2017)
  - Gaston Glock, austriacki inżynier mechanik, przedsiębiorca (zm. 2023)
  - Konrad Herrmann, polski duchowny katolicki, prałat honorowy Ojca Świętego, działacz społeczny (zm. 2017)
  - Emmanuel Le Roy Ladurie, francuski historyk (zm. 2023)
  - Ilia Shyti, albański aktor (zm. 2003)
  - Orville Alton Turnquest, bahamski prawnik, polityk, gubernator generalny
- 1930:
  - Fatos Arapi, albański poeta, prozaik, tłumacz (zm. 2018)
  - Tadeusz K. Niebrój, polski okulista (zm. 1995)
- 1931 – Heinz Assmann, niemiecki polityk
- 1932:
  - Jan Jaskanis, polski archeolog, muzealnik, konserwator zabytków archeologicznych (zm. 2016)
  - Szilárd Keresztes, węgierski duchowny katolicki rytu bizantyjskiego, biskup Hajdúdorogu i głowa Kościoła katolickiego obrządku bizantyjsko-węgierskiego oraz egzarcha apostolski Miszkolca (zm. 2025)
  - Alexandru Moșanu, mołdawski historyk, polityk (zm. 2017)
  - Krystyna Ungeheuer-Mietelska, polska tancerka, choreografka (zm. 2024)
- 1933:
  - Mansur Amirasefi, irański piłkarz, trener (zm. 2010)
  - Michel Lévêque, francuski polityk, dyplomata
  - Anna Sobolewska, polska działaczka społeczna (zm. 2022)
  - Zbigniew Zugaj, polski fotograf (zm. 2012)
- 1934:
  - Janusz Christa, polski rysownik, autor komiksów (zm. 2008)
  - Francisco Sá Carneiro, portugalski polityk, premier Portugalii (zm. 1980)
  - Aleksandr Szyrwindt, rosyjski aktor (zm. 2024)
- 1935 – Gerd Albrecht, niemiecki dyrygent (zm. 2014)
- 1936:
  - Karl-Heinrich von Groddeck, niemiecki wioślarz (zm. 2011)
  - Dieter Keller, szwajcarski szachista
  - Nachum Stelmach, izraelski piłkarz (zm. 1999)
- 1937:
  - Richard Jordan, amerykański aktor (zm. 1993)
  - Tadeusz Sąsara, polski działacz sportowy, prezes PZPS (zm. 2018)
  - Bogusław Wyrobek, polski wokalista, członek zespołu Rhythm and Blues (zm. 1997)
- 1938:
  - Nicholas Bethell, brytyjski lekkoatleta, pisarz, tłumacz, polityk (zm. 2007)
  - Wachtang Kikabidze, gruziński piosenkarz, aktor, scenarzysta, pisarz (zm. 2023)
  - Adam Pietruszka, polski prawnik, pułkownik SB
- 1939:
  - Łeonid Derkacz, ukraiński generał armii, polityk, szef Służby Bezpieczeństwa Ukrainy (zm. 2022)
  - Stanisław Lenartowicz, polski reżyser filmów animowanych (zm. 2023)
  - Pietro Lunardi, włoski inżynier, przedsiębiorca, polityk
  - János Nádasdy, węgierski malarz, grafik, artysta wizualny
- 1940:
  - Dennis Cole, amerykański aktor, kaskader (zm. 2009)
  - Anzor Kawazaszwili, gruziński piłkarz, bramkarz, trener, działacz piłkarski
  - Krzysztof Kuszewski, polski epidemiolog (zm. 2022)
  - Wiktor Nosow, ukraiński piłkarz, trener (zm. 2008)
  - Edgar Quinteros, boliwijski piłkarz (zm. 2023)
  - Frederik Rreshpja, albański poeta (zm. 2006)
- 1941:
  - Natalija Biessmiertnowa, rosyjska primabalerina (zm. 2008)
  - Vikki Carr, amerykańska piosenkarka
  - Klaus Garten, niemiecka ofiara muru berlińskiego (zm. 1965)
  - Neelie Kroes, holenderska ekonomistka, menedżer, polityk
  - Maurice Piat, maurytyjski duchowny katolicki, biskup Port Louis, kardynał
- 1942:
  - Paisjusz, egipski duchowny koptyjski, biskup Damietty (zm. 2018)
  - Zdzisław Wesołowski, polski polityk, poseł na Sejm PRL (zm. 2013)
- 1943:
  - David Griffin, brytyjski aktor
  - Jay Miller, amerykański koszykarz (zm. 2001)
  - Thomas Sargent, amerykański ekonomista, laureat Nagrody Banku Szwecji im. Alfreda Nobla w dziedzinie ekonomii
- 1944:
  - Edward Grzywna, polski koszykarz
  - Ginter Pierończyk, polski inżynier górnictwa, pisarz
  - Adam Rąpalski, polski artysta plastyk, muzealnik (zm. 2019)
  - Göran Stangertz, szwedzki aktor, reżyser filmowy (zm. 2012)
- 1945:
  - Cipriano Chemello, włoski kolarz szosowy i torowy (zm. 2017)
  - George Dzundza, amerykański aktor pochodzenia polsko-ukraińskiego
  - Andrzej Gowarzewski, polski dziennikarz sportowy, historyk piłki nożnej (zm. 2020)
  - Liam MacDaid, irlandzki duchowny katolicki, biskup Clogher (zm. 2023)
  - Janusz Nowotarski, polski klarnecista i saksofonista jazzowy (zm. 2024)
  - Uri Rosenthal, holenderski polityk
- 1946:
  - Teresa Kowalska, polska chemik, tłumaczka
  - Fernando José Monteiro Guimarães, brazylijski duchowny katolicki, arcybiskup polowy
  - Ilie Năstase, rumuński tenisista
  - Grzegorz Woźny, polski polityk, poseł na Sejm i senator RP
- 1947:
  - Wolfgang Berger, niemiecki malarz, grafik
  - Hans-Jürgen Kreische, niemiecki piłkarz, trener
  - Bernie Leadon, amerykański muzyk rockowy, multiinstrumentalista
  - Brian May, brytyjski gitarzysta, członek zespołu Queen
- 1948:
  - Jobst Hirscht, niemiecki lekkoatleta, sprinter
  - Argentina Menis, rumuńska lekkoatletka, dyskobolka (zm. 2023)
  - Roberto Moll, peruwiański aktor
  - Alexandru Neagu, rumuński piłkarz (zm. 2010)
- 1949:
  - Anna Izabela Brzezińska, polska profesor nauk psychologicznych
  - Marcello Fiasconaro, włosko-południowoafrykański lekkoatleta, sprinter i średniodystansowiec
  - Bogdana Karadoczewa, bułgarska piosenkarka
  - Kgalema Motlanthe, południowoafrykański działacz przeciwko apartheidowi, polityk
  - Krzysztof Piasecki, polski satyryk, artysta kabaretowy, dziennikarz
  - Daniel Vaillant, francuski polityk
- 1950:
  - Simon Cadell, brytyjski aktor (zm. 1996)
  - Per-Kristian Foss, norweski polityk
  - Marek Lehnert, polski dziennikarz, korespondent, watykanista (zm. 2020)
  - Jocelyn Lovell, kanadyjski kolarz szosowy i torowy (zm. 2016)
  - Jacek Łukomski, polski chirurg, nauczyciel akademicki, samorządowiec (zm. 2022)
  - Marek Sołtysik, polski pisarz, krytyk, scenarzysta, malarz
- 1951:
  - Abel Ferrara, amerykański aktor, reżyser, scenarzysta i producent filmowy pochodzenia włoskiego
  - Anna Knysok, polska polityk, poseł na Sejm RP, wiceminister zdrowia
- 1952:
  - Allen Collins, amerykański gitarzysta, współzałożyciel zespołu Lynyrd Skynyrd (zm. 1990)
  - Małgorzata Denisow, polska siatkarka
  - Karel Pinxten, belgijski i flamandzki ekonomista, polityk
  - Stanisław Piotrowicz, polski prokurator, polityk, senator i poseł na Sejm RP, sędzia TK
- 1953:
  - Jacek Czyż, polski aktor (zm. 2020)
  - René Houseman, argentyński piłkarz (zm. 2018)
  - John Murphy, amerykański pływak
  - Shōichi Nakagawa, japoński polityk (zm. 2009)
  - Andrzej Rybski, polski hokeista (zm. 2017)
  - Pasquale Valentini, sanmaryński polityk
- 1954:
  - Alvan Adams, amerykański koszykarz
  - Piotr Cegielski, polski dziennikarz, dyplomata, publicysta, marszand (zm. 2016)
  - Brad Cooper, australijski pływak
  - Verica Kalanović, serbska inżynier, polityk
- 1955:
  - David Bowe, brytyjski polityk
  - John Campbell, amerykański polityk
  - Ildikó Erdélyi, węgierska lekkoatletka, sprinterka i skoczkini w dal
  - Dorota Klencz, polska gimnastyczka
  - Aleksander Korecki, polski saksofonista jazzowy i rozrywkowy
  - Kiyoshi Kurosawa, japoński reżyser, scenarzysta i krytyk filmowy
  - Dalton McGuinty, kanadyjski polityk, premier Ontario
- 1956:
  - Krzysztof Babicki, polski reżyser teatralny
  - Peter Barton, amerykański aktor
  - Veronica Lario, włoska aktorka
  - Trott Moloto, południowoafrykański trener piłkarski
  - Nikki Sudden, brytyjski wokalista, gitarzysta, autor tekstów, członek zespołów: Swell Maps i The Jacobites (zm. 2006)
- 1957:
  - Rut Bízková, czeska inżynier, urzędniczka państwowa i polityk, minister środowiska
  - Martin Cross, brytyjski wioślarz
  - Włodzimierz Juszczak, polski duchowny greckokatolicki, biskup eparchii wrocławsko-gdańskiej
  - Andrej Urlep, słoweński koszykarz, trener
- 1958:
  - Kazushi Kimura, japoński piłkarz
  - Angharad Tomos, walijska pisarka
  - Michael Tonello, amerykański felietonista, pisarz, przedsiębiorca
  - Grigol Waszadze, gruziński dyplomata, polityk
- 1959:
  - Laurent Biondi, francuski kolarz szosowy i torowy
  - Vigdis Hjorth, norweska pisarka
  - Wiktor Spasow, ukraiński lekkoatleta, tyczkarz
- 1960:
  - Raúl Vicente Amarilla, paragwajski piłkarz
  - Atom Egoyan, kanadyjski reżyser filmowy pochodzenia ormiańskiego
  - Tamás Gáspár, węgierski zapaśnik
  - Elizabeth Kaitan, amerykańska aktorka, modelka pochodzenia węgierskiego
  - Paweł Kuzora, polski poeta
  - Jean-Luc Moudenc, francuski polityk, samorządowiec, mer Tuluzy
  - Joachim Wuermeling, niemiecki prawnik, polityk, eurodeputowany
- 1961:
  - Marija Fiłatowa, rosyjska gimnastyczka
  - Dariusz Kubiak, polski polityk, poseł na Sejm RP
  - Niall Mackenzie, brytyjski motocyklista wyścigowy
  - Hideo Nakata, japoński reżyser filmowy
  - Campbell Scott, amerykański aktor, reżyser, scenarzysta i producent filmowy
- 1962:
  - Anthony Edwards, amerykański aktor
  - Jerzy Pietrzak, polski strzelec sportowy
  - Juraj Mesík, słowacki działacz ekologiczny, polityk
- 1963:
  - Guillermo Betancourt, kubański florecista
  - Thomas Gabriel Fischer, szwajcarski gitarzysta, wokalista
  - Garth Nix, australijski pisarz
- 1964:
  - Teresa Edwards, amerykańska koszykarka, trenerka
  - Mijeegombyn Enchbold, mongolski polityk, premier Mongolii
  - Masahiko Kondō, japoński piosenkarz, autor tekstów, aktor, kierowca wyścigowy
  - Andrzej Siewierski, polski wokalista, gitarzysta, autor tekstów, kompozytor, członek zespołu Azyl P. (zm. 2007)
  - Brian Udaigwe, kameruński duchowny katolicki, arcybiskup, nuncjusz apostolski w Sri Lance
- 1965:
  - Hajle Marjam Desalegne, etiopski polityk, premier Etiopii
  - Evelyn Glennie, szkocka perkusistka
  - Zvezdan Jovanović, serbski snajper, zabójca
  - Iwona Krawczyk, polska polityk, działaczka samorządowa, poseł na Sejm RP, wicemarszałek województwa dolnośląskiego
  - Martin Palmeri, argentyński kompozytor, dyrygent, pianista
  - Július Šimon, słowacki piłkarz
  - Igor Vrablic, kanadyjski piłkarz pochodzenia słowackiego
- 1966:
  - Blue Demon Jr., meksykański luchador
  - Roberto Gualtieri, włoski historyk, nauczyciel akademicki, polityk, eurodeputowany, minister gospodarki i finansów
  - Grzegorz Klein, polski aktor
  - Piotr Socha, polski dziennikarz, publicysta
- 1967:
  - Yaël Abecassis, izraelska aktorka, modelka
  - Christian Bergstrom, szwedzki tenisista
  - Robb Flynn, amerykański wokalista, gitarzysta, autor tekstów, członek zespołu Machine Head
  - Beata Hołub, polska lekkoatletka, skoczkini wzwyż
  - Wladimir Kaminer, niemiecki pisarz, publicysta, didżej pochodzenia rosyjsko-żydowskiego
  - Robert Krupowicz, polski polityk, samorządowiec, wojewoda zachodniopomorski, burmistrz Goleniowa
  - Dumitru Răducanu, rumuński wioślarz, sternik
  - Welisław Wucow, bułgarski piłkarz, trener
- 1968:
  - Lisa Jewell, brytyjska pisarka
  - Pavel Kuka, czeski piłkarz
  - Matthew Libatique, amerykański operator filmowy
  - Adam Matysek, polski piłkarz, bramkarz
- 1969:
  - Sabine Bau, niemiecka florecistka
  - David Goldsmith, amerykański aktor, reżyser i scenarzysta filmowy
  - Jacek Jankowski, polski dyplomata
  - Krzysztof Kisiel, polski piłkarz ręczny, trener
  - Kelly Link, amerykańska pisarka
  - Cathy Overton-Clapham, kanadyjska curlerka
  - Mikołaj (Sewastijanow), bułgarski biskup prawosławny
- 1970:
  - Michaelia Cash, australijska pływaczka
  - Massimo Paganin, włoski piłkarz
  - Aynur Sofiyeva, azerska szachistka
  - Nicola Sturgeon, szkocka polityk, pierwsza minister
  - Christopher Luxon, nowozelandzki polityk
- 1971:
  - Russell Allen, amerykański wokalista, członek zespołu Symphony X
  - Urs Bühler, szwajcarski śpiewak (tenor), członek zespołu wokalnego Il Divo
  - Cyryl (Diamandakis), cypryjski biskup prawosławny
  - Norbert Jaskot, polski szablista
  - Erik Jazet, holenderski hokeista na trawie
  - Oskars Kastēns, łotewski dziennikarz, polityk
  - Witalij Kłyczko, ukraiński bokser, polityk
  - Marek Łapiński, polski polityk, samorządowiec, poseł na Sejm RP, marszałek województwa dolnośląskiego
  - Naoki Soma, japoński piłkarz
- 1972:
  - Tully Bevilaqua, australijska koszykarka
  - Katarzyna Bosacka, polska dziennikarka
  - Nina Cziłowa, bułgarska prawnik, polityk
  - Bartosz Jałowiecki, polski menedżer, dyplomata
  - Patrycja Kosiarkiewicz, polska wokalistka, kompozytorka, autorka tekstów
  - Iwajło Moskowski, bułgarski ekonomista, polityk
  - Ebbe Sand, duński piłkarz
- 1973:
  - Aílton, brazylijski piłkarz
  - Adem Bereket, turecki zapaśnik
  - Stanley Hayer, kanadyjski narciarz dowolny
  - Martin Powell, brytyjski muzyk, kompozytor
  - Saïd Taghmaoui, francuski aktor, scenarzysta filmowy pochodzenia marokańskiego
- 1974:
  - Ole Martin Årst, norweski piłkarz
  - Ramin Djawadi, niemiecki kompozytor pochodzenia irańskiego
  - Mariusz Justka, polski hokeista
  - Vince Spadea, amerykański tenisista pochodzenia włosko-kolumbijskiego
- 1975:
  - Luca Castellazzi, włoski piłkarz, bramkarz
  - Patrik Gedeon, czeski piłkarz
  - Kamijo, japoński muzyk, wokalista, producent muzyczny, członek zespołu Versailles
  - Reuben Langdon, amerykański aktor, kaskader
  - Andrzej (Tarasow), rosyjski biskup prawosławny
  - Hendrik Wüst, niemiecki prawnik, polityk, premier Nadrenii Północnej-Westfalii
- 1976:
  - Pedro Alves, francuski piosenkarz, muzyk, kompozytor pochodzenia portugalskiego
  - Benedict Cumberbatch, brytyjski aktor
  - Angela Griffin, brytyjska aktorka
  - Eric Prydz, szwedzki didżej, muzyk, producent muzyczny
  - Ołeksandr Radczenko, ukraiński piłkarz (zm. 2023)
  - Gonzalo de los Santos, urugwajski piłkarz
  - Vinessa Shaw, amerykańska aktorka
  - Ewa Strusińska, polska dyrygentka symfoniczno-operowa
- 1977:
  - Jan Adam Kaczkowski, polski duchowny katolicki, prezbiter, bioetyk (zm. 2016)
  - Haitham Mostafa, sudański piłkarz
  - Zuzanna Szwed, polska łyżwiarka figurowa
- 1978:
  - Lukáš Konečný, czeski bokser
  - Jonathan Zebina, francuski piłkarz
- 1979:
  - Josué, brazylijski piłkarz
  - Ellen Rocche, brazylijska modelka
  - Zvonimir Vukić, serbski piłkarz
  - Luke Young, angielski piłkarz
- 1980:
  - Urška Arlič Gololičič, słoweńska śpiewaczka operowa (sopran)
  - Emi Evans, brytyjska piosenkarka
  - Xavier Malisse, belgijski tenisista
  - Tempei Nakamura, japoński kompozytor, pianista
  - Anna Smolar, polsko-francuska reżyserka teatralna
  - Michaił Tołstych, ukraiński dowódca wojskowy (zm. 2017)
- 1981:
  - Małgorzata Czajczyńska, polska kajakarka
  - Didz Hammond, brytyjski basista, członek zespołu Cooper Temple Clause
  - Elsa Saisio, fińska aktorka
- 1982:
  - Roneeka Hodges, amerykańska koszykarka
  - Jared Padalecki, amerykański aktor pochodzenia polskiego
  - Stuart Parnaby, angielski piłkarz
  - Tim Stapleton, amerykański hokeista
  - Patrick Zoundi, burkiński piłkarz
- 1983:
  - Rudolf Bester, namibijski piłkarz
  - Nicolae Grigore, rumuński piłkarz
  - Kim Yong-jun, północnokoreański piłkarz
  - Charles Leweck, luksemburski piłkarz
  - Pierre-Étienne Pollez, francuski wioślarz
  - Robert Skibniewski, polski koszykarz
- 1984:
  - Lasse Gjertsen, norweski animator, muzyk, filmowiec
  - Diana Mocanu, rumuńska pływaczka
  - Adam Morrison, amerykański koszykarz
  - Lewis Price, walijski piłkarz, bramkarz
  - Aleksandr Samiedow, rosyjski piłkarz
  - Agnieszka Sienkiewicz, polska aktorka
  - Karolina Wiśniewska, polska siatkarka
- 1985:
  - LaMarcus Aldridge, amerykański koszykarz
  - Kinga Eysturland, polska pisarka, tłumaczka
  - Grzegorz Gajewski, polski szachista
  - Wołodymyr Homeniuk, ukraiński piłkarz
  - Sara Paris, włoska siatkarka
  - Darja Piszczalnikowa, rosyjska lekkoatletka, dyskobolka
  - Christoph Ploß, niemiecki polityk
  - Wancze Szikow, macedoński piłkarz
  - Tobias Werner, niemiecki piłkarz
  - Zhou Haibin, chiński piłkarz
- 1986:
  - Maher Boutouri, tunezyjski zapaśnik
  - Siergiej Diemagin, białoruski hokeista pochodzenia rosyjskiego
  - Leandro Greco, włoski piłkarz
  - Charles Lombahe-Kahudi, francuski koszykarz pochodzenia kongijskiego
  - Jinder Mahal, indyjsko-kanadyjski wrestler
  - Myles McKay, amerykański koszykarz
  - Xavi Molina, hiszpański piłkarz
  - Pang Wei, chiński strzelec sportowy
  - Laurent Pichon, francuski kolarz szosowy
  - Khampheng Sayavutthi, laotański piłkarz
  - Given Singuluma, zambijski piłkarz
  - Steffen Weinhold, niemiecki piłkarz ręczny
  - David Zurutuza, hiszpański piłkarz narodowości baskijskiej
- 1987:
  - Cha Kum-chol, północnokoreański sztangista
  - Jon Jones, amerykański zawodnik MMA
  - Hugh Harris, brytyjski gitarzysta, członek zespołu The Kooks
  - Jun’ya Koga, japoński pływak
  - Patrick Pigneter, włoski saneczkarz
  - Karolina Pilarska, polska lekkoatletka, biegaczka długodystansowa
  - Katarzyna Staszak, polska pływaczka
- 1988:
  - Faiz Al-Rushaidi, omański piłkarz, bramkarz
  - Paweł Buczak, polski koszykarz
  - Kevin Großkreutz, niemiecki piłkarz
  - Jakub Kovář, czeski hokeista, bramkarz
  - Natalja Kulinicz, kazachska siatkarka
  - Niko Mindegía, hiszpański piłkarz ręczny
  - Joe Tracini, brytyjski aktor pochodzenia włoskiego
- 1989:
  - Siergiej Andronow, rosyjski hokeista
  - Patrick Corbin, amerykański baseballista
  - Reika Kakiiwa, japońska badmintonistka
  - Andrij Kowałenko, ukraiński pływak
  - Neto, brazylijski piłkarz, bramkarz
  - Carolyn Swords, amerykańska koszykarka
  - Rune Velta, norweski skoczek narciarski
- 1990:
  - Stefania Berton, włoska łyżwiarka figurowa
  - Caroline Bonde Holm, duńska lekkoatletka, tyczkarka
  - Claudia Cagninelli, włoska siatkarka
  - Abdulla al-Haza’a, bahrajński piłkarz
  - Magdalena Lobnig, austriacka wioślarka
  - Darlington Nagbe, amerykański piłkarz pochodzenia nigeryjskiego
  - Aron Pálmarsson, islandzki piłkarz ręczny
  - Saad Surour, emiracki piłkarz
  - Youssef Bouchtta, marokański piłkarz
- 1991:
  - Viljormur Davidsen, farerski piłkarz
  - Nathalie Hagman, szwedzka piłkarka ręczna
  - Eray İşcan, turecki piłkarz, bramkarz
  - Gerhard Kerschbaumer, włoski kolarz górski pochodzenia tyrolskiego
  - Alexander Majorov, szwedzki łyżwiarz figurowy pochodzenia rosyjskiego
  - Jean Seri, iworyjski piłkarz
- 1992:
  - Emma Dahlström, szwedzka narciarka dowolna
  - Aaryn Ellenberg, amerykańska koszykarka
  - Michael Hector, jamajski piłkarz
  - Robyn Parks, amerykańska koszykarka
- 1993:
  - Branco Ampuero, chilijski piłkarz
  - Mimi Christowa, bułgarska zapaśniczka
  - Blake Dietrick, amerykańska koszykarka
  - Bjorn Fratangelo, amerykański tenisista
  - Alice Phoebe Lou, południowoafrykańska piosenkarka
  - Fryderyk Szydłowski, polski koszykarz
- 1994:
  - Tobias Löffler, niemiecki skoczek narciarski
  - Marcelina Nowak, polska siatkarka
  - Alex Welsh, amerykański koszykarz
- 1995:
  - Manuel Akanji, szwajcarski piłkarz pochodzenia nigeryjskiego
  - María José Alvarado, honduraska modelka, miss kraju (zm. 2014)
  - Matt Miazga, amerykański piłkarz pochodzenia polskiego
  - Marija Pasieka, rosyjska gimnastyczka
  - Marko Rog, chorwacki piłkarz
  - Romee Strijd, holenderska modelka
- 1996 – Łukasz Walawender, polski siatkarz
- 1997:
  - Dawid Bas, polski speedrowerzysta
  - Helary Mägisalu, estoński zapaśnik
  - Səid Quliyev, azerski taekwondzista
  - Zach Werenski, amerykański hokeista pochodzenia polskiego
- 1998:
  - Mohamed Fardj, algierski zapaśnik
  - Ołeksandr Hruszyn, ukraiński zapaśnik
  - Ronaldo Vieira, angielski piłkarz pochodzenia gwinejskiego
- 1999:
  - Matis Louvel, francuski kolarz szosowy
  - Tomasz Makowski, polski piłkarz
  - Krystian Ochman, polsko-amerykański piosenkarz
- 2000 – Franco Fagúndez, urugwajski piłkarz
- 2001:
  - Adrian Leon Barišić, bośniacki piłkarz
  - Oksana Czudyk, ukraińska zapaśniczka
  - Alia Delia Eichinger, niemiecka narciarka dowolna
  - Amber Marshall, australijska tenisistka
- 2002:
  - Luca Geyer, niemiecki skoczek narciarski
  - Fábio Silva, portugalski piłkarz
- 2003 – Krystian Palacz, polski piłkarz
- 2006 – Clervie Ngounoue, amerykańska tenisistka pochodzenia kameruńskiego

## Zmarli
- 514 – Symmachus, papież, święty (ur. ?)
- 1131 – Rajmund Berengar III Wielki, hrabia Barcelony, Prowansji i Cerdanyi (ur. 1082)
- 1249 – Jacopo Tiepolo, doża Wenecji (ur. ?)
- 1374 – Francesco Petrarca, włoski poeta (ur. 1304)
- 1415 – Filipa Lancaster, królowa Portugalii (ur. 1360)
- 1427 – Stefan IV Lazarević, władca Serbii (ur. ok. 1377)
- 1489 – Ludwik I Czarny, palatyn i książę Palatynatu-Zweibrücken (ur. 1424)
- 1500 – Michał da Paz, książę portugalski i asturyjski (ur. 1498)
- 1534 – Willem van Enckevoirt, holenderski kardynał (ur. 1464)
- 1543 – Maria Boleyn, angielska dwórka (ur. ok. 1499)
- 1545 – Abraham Kulwieć, litewski prawnik, teolog, działacz reformacyjny (ur. ok. 1509)
- 1553 – Orazio li Farnese, książę Castro (ur. 1532)
- 1606 – Andrzej Humiecki, polski kupiec (ur. ok. 1540)
- 1625:
  - Samuel Besler, niemiecki kantor, kompozytor (ur. 1574)
  - Hieronim Moskorzowski, polski działacz reformacyjny braci polskich, polityk, polemista, wydawca (ur. 1560)
- 1626 – Elżbieta, księżniczka duńska, księżna brunszwicka (ur. 1573)
- 1630 – Daniele Crespi, włoski malarz (ur. ok. 1598)
- 1631 – Cesare Cremonini, włoski filozof (ur. 1550)
- 1635 – Paweł Stefan Sapieha, koniuszy wielki litewski, podkanclerzy litewski, marszałek Trybunału Głównego Wielkiego Księstwa Litewskiego (ur. 1565)
- 1638 – Ippolito Aldobrandini, włoski kardynał (ur. 1591)
- 1642 – Piotr Pac, podskarbi nadworny litewski, wojewoda trocki (ur. po 1570)
- 1649 – Sebastian Aders, polski pułkownik artylerii konnej, inżynier, budowniczy (ur. ?)
- 1664 – Egbert van der Poel, holenderski malarz (ur. 1621)
- 1679 – Wilhelm Jan Plessington, angielski duchowny katolicki, męczennik, święty (ur. 1637)
- 1682 – Jan I, cesarz Etiopii (ur. ok. 1641)
- 1687 – Laura Martinozzi, księżna i regentka Modeny i Reggio (ur. 1639)
- 1702:
  - Fryderyk IV, książę Szlezwika i Holsztynu (ur. 1671)
  - Jan Krosnowski, polski szlachcic, polityk, dowódca wojskowy (ur. ?)
- 1753 – Jerzy Ignacy Lubomirski, polski książę, generał wojsk polskich i saskich (ur. 1691)
- 1763 – Adam Jordan, polski szlachcic, generał (ur. ?)
- 1799:
  - Juan Bautista Muñoz, hiszpański historyk, kosmograf, znawca i kronikarz Ameryki Południowej (ur. 1745)
  - John Frederick Sackville, brytyjski arystokrata, dyplomata, krykiecista (ur. 1745)
- 1802 – Louis Littlepage, amerykański dyplomata w służbie polskiej (ur. 1762)
- 1804 – Antoni Józef Madaliński, polski generał, dowódca kawalerii, jeden z dowódców w insurekcji kościuszkowskiej, komendant chorągwi husarskiej, pułkownik ziemi przemyskiej w konfederacji barskiej (ur. 1739)
- 1807 – Uriah Tracy, amerykański prawnik, polityk (ur. 1755)
- 1810 – Luiza, królowa Prus (ur. 1776)
- 1814 – Matthew Flinders, brytyjski podróżnik, odkrywca (ur. 1774)
- 1824 – Augustín de Iturbide, meksykański wojskowy, polityk, cesarz Meksyku (jako Augustyn I) (ur. 1783)
- 1833 – George Granville Leveson-Gower, brytyjski arystokrata, dyplomata, miliarder (ur. 1758)
- 1834 – Antonio Pallotta, włoski kardynał (ur. 1770)
- 1836 – Jean-Louis Lefebvre de Cheverus, francuski duchowny katolicki, biskup Bostonu, arcybiskup Bordeaux, kardynał (ur. 1768)
- 1837 – Agustín Eyzaguirre, chilijski polityk, prezydent Chile (ur. 1768)
- 1838 – Pierre Louis Dulong, francuski fizyk, chemik (ur. 1785)
- 1839 – Maurice de Guérin, francuski poeta (ur. 1810)
- 1842 – Pierre Joseph Pelletier, francuski farmaceuta, chemik (ur. 1788)
- 1849 – Hipolit Popiołek, polski aktor, dyrektor teatrów (ur. 1811)
- 1850 – Margaret Fuller, amerykańska dziennikarka (ur. 1810)
- 1852 – John McKinley, amerykański prawnik, polityk (ur. 1780)
- 1855:
  - Konstantin Batiuszkow, rosyjski poeta (ur. 1787)
  - Tomasz Zan, polski poeta, mineralog, przyrodnik (ur. 1796)
- 1857 – Stefano Franscini, szwajcarski polityk (ur. 1796)
- 1864 – Maksymilian Tarejwo, polski kapucyn, kapelan w powstaniu styczniowym (ur. 1832)
- 1873 – Aleksander Waligórski, polski generał (ur. 1802)
- 1879 – Louis Favre, szwajcarski inżynier (ur. 1826)
- 1885 – Teodor Andrault de Langeron, rosyjsko-polski polityk, prezydent Warszawy pochodzenia francuskiego (ur. ?)
- 1886 – Cesário Verde, portugalski poeta (ur. 1855)
- 1891 – Pedro Antonio de Alarcón, hiszpański pisarz (ur. 1833)
- 1898 – Mkwawa, wódz plemienny ludu Hehe, przywódca powstania w Niemieckiej Afryce Wschodniej (ur. 1855)
- 1900:
  - Elżbieta Qin Bian, chińska męczennica i święta katolicka (ur. 1846)
  - Szymon Qin Chunfu, chiński męczennik i święty katolicki (ur. 1886)
- 1906 – Walter Buller, nowozelandzki prawnik, polityk, ornitolog (ur. 1838)
- 1912 – Walenty Wróbel, polski filolog klasyczny, nauczyciel (ur. 1850)
- 1914 – Johann Puch, słoweński mechanik, wynalazca (ur. 1862)
- 1916 – Rudolf Czernecki, polski sierżant Legionów Polskich (ur. 1891)
- 1917 – Antoni Freyer, polski farmaceuta (ur. 1845)
- 1919:
  - Walter Brack, niemiecki pływak (ur. 1880)
  - Henryk Machalski, polski inżynier kolejowy, wynalazca (ur. 1835)
- 1921:
  - Władisław Klembowski, rosyjski generał piechoty (ur. 1860)
  - Stanisław Łąpiński, polski dziennikarz, literat, krytyk teatralny (ur. 1848)
- 1923:
  - Dušan Gregorović, czarnogórski polityk (ur. 1875)
  - Wiktor Stephan, polski leśnik pochodzenia węgierskiego (ur. 1865)
- 1924 – Emeryk Boberski, polski działacz emigracyjny, pionier w Australii (ur. 1831)
- 1925 – Dominik Jefriemow, radziecki wojskowy, polityk (ur. 1881)
- 1928 – Teofil Świrski, polski generał brygady (ur. 1860)
- 1930:
  - Yasukata Oku, japoński marszałek polny (ur. 1847)
  - Robert Stout, nowozelandzki prawnik, polityk, premier Nowej Zelandii (ur. 1844)
- 1931 – Ottilie von Bistram, niemiecka działaczka społeczna (ur. 1859)
- 1932:
  - René Bazin, francuski pisarz (ur. 1853)
  - Bogdan Hoff, polski plastyk, architekt, etnograf (ur. 1865)
  - Louis Maurer, niemiecko-amerykański litograf (ur. 1832)
- 1933 – Kaarle Krohn, fiński folklorysta (ur. 1863)
- 1935 – Arthur Drews, niemiecki filozof, wykładowca akademicki (ur. 1865)
- 1936:
  - Marcel Lehoux, francuski kierowca wyścigowy (ur. 1888)
  - Jovan Žujović, serbski geolog, mineralog, paleontolog, wykładowca akademicki, polityk (ur. 1856)
- 1937:
  - Teofil Okunewski, ukraiński prawnik, adwokat, polityk (ur. 1858)
  - George Stafford Parker, amerykański przedsiębiorca (ur. 1863)
- 1939 – Rose Hartwick Thorpe, amerykańska poetka (ur. 1850)
- 1940:
  - Max Bodenheimer, niemiecki prawnik, działacz syjonistyczny pochodzenia żydowskiego (ur. 1865)
  - Blanche Huber, maltańska lekarka, farmaceutka (ur. 1901)
- 1941:
  - Bartolomeo Costantini, włoski kierowca wyścigowy, pilot wojskowy, as myśliwski (ur. 1889)
  - Bogusław Krawczyk, polski komandor podporucznik (ur. 1906)
  - Wilhelm Leichum, niemiecki lekkoatleta, sprinter i skoczek w dal, żołnierz (ur. 1911)
- 1943:
  - Jekatierina Budanowa, radziecka pilotka wojskowa (ur. 1916)
  - Stefan Kiedrzyński, polski prozaik, dramaturg (ur. 1888)
  - Achilles Puchała, polski franciszkanin, męczennik, błogosławiony (ur. 1911)
  - Artur Socha, polski aktor (ur. 1896)
  - Karol Herman Stępień, polski franciszkanin, męczennik, błogosławiony (ur. 1910)
  - Giuseppe Terragni, włoski architekt (ur. 1904)
- 1944 – Shigeo Arai, japoński pływak (ur. 1916)
- 1945:
  - Otto von Schrader, niemiecki admirał (ur. 1888)
  - Augustyn Wołoszyn, ukraiński duchowny greckokatolicki, pedagog, działacz społeczny i polityczny na Zakarpaciu (ur. 1874)
  - Heinrich Wölfflin, szwajcarski historyk sztuki (ur. 1864)
- 1946:
  - Aleksandr Bogomolec, radziecki patofizjolog, gerontolog, endokrynolog (ur. 1881)
  - Alfons Tracki, niemiecki marysta, męczennik, błogosławiony (ur. 1896)
- 1947:
  - Aung San, birmański generał, polityk, premier Birmy (ur. 1915)
  - Andriej Polenow, radziecki neurolog (ur. 1871)
  - Yo Un-hyong, koreański polityk, prezydent Korei Południowej (ur. 1886)
- 1949 – Frank Murphy, amerykański polityk (ur. 1890)
- 1950:
  - Jan Antoni Grabowski, polski pisarz, nauczyciel (ur. 1882)
  - Arthur Newton, amerykański lekkoatleta, sprinter (ur. 1883)
- 1951 – Jacques Sevin, francuski jezuita, instruktor skautowy (ur. 1882)
- 1952 – Mathieu Bragard, belgijski piłkarz (ur. 1895)
- 1953 – Timofiej Chriukin, radziecki generał pułkownik pilot (ur. 1910)
- 1954 – Hannes Meyer, szwajcarski architekt, urbanista (ur. 1889)
- 1955 – Helena Roj-Kozłowska, polska artystka ludowa, pisarka (ur. 1899)
- 1956 – Władysław Gdula, polski malarz (ur. 1880)
- 1957:
  - Erika Giovanna Klien, austriacka malarka (ur. 1900)
  - Curzio Malaparte, włoski pisarz, dziennikarz (ur. 1898)
  - Mikoła Zasim, białoruski poeta, działacz komunistyczny (ur. 1908)
- 1959 – Imre Schlosser, węgierski piłkarz, trener (ur. 1889)
- 1961 – Paul Merrill, amerykański astronom (ur. 1887)
- 1962 – Kazimierz Bigda, polski porucznik, działacz niepodległościowy (ur. 1894)
- 1963 – Jan Hanč, czeski poeta, prozaik, tłumacz (ur. 1916)
- 1964 – Olavi Paavolainen, fiński pisarz (ur. 1903)
- 1965 – Li Syng Man, koreański polityk, prezydent Korei Południowej (ur. 1875)
- 1966:
  - Joaquín Anselmo María Albareda, hiszpański benedyktyn, kardynał (ur. 1892)
  - Stefan Nosek, polski archeolog, muzealnik (ur. 1909)
- 1969:
  - Thomas Doe, amerykański bobsleista (ur. 1912)
  - Thoralf Glad, norweski żeglarz sportowy (ur. 1878)
- 1970:
  - Egon Eiermann, niemiecki architekt (ur. 1904)
  - Henri Lauvaux, francuski lekkoatleta, długodystansowiec (ur. 1900)
- 1971 – John Jacob Astor, brytyjski wojskowy, sportowiec (ur. 1886)
- 1972:
  - Aleksander Danielak, polski pułkownik nawigator (ur. 1919)
  - Hans Schneider, niemiecki piłkarz wodny (ur. 1909)
- 1973:
  - Walenty Klisiewicz, polski lekarz, działacz społeczny i niepodległościowy (ur. 1888)
  - Andrzej Szafiański, polski reżyser teatralny i filmowy, scenarzysta (ur. 1931)
- 1974:
  - Kazimierz Andrzejkowicz, polski major kawalerii (ur. 1884)
  - Stefano Magaddino, amerykański przestępca pochodzenia włoskiego (ur. 1891)
  - Arthur C. Prudden, amerykański slawista, polonista, językoznawca, wykładowca akademicki (ur. 1897)
  - Wasilij Riabikow, radziecki generał pułkownik, polityk (ur. 1897)
- 1975 – Lefty Frizzell, amerykański piosenkarz country (ur. 1928)
- 1977 – Ambrogio Casati, włoski malarz (ur. 1897)
- 1979 – Adomas Varnas, litewski malarz, grafik, fotograf, mecenas sztuki, scenograf (ur. 1879)
- 1980:
  - Nihat Erim, turecki prawnik, polityk, premier Turcji (ur. 1912)
  - Hans Morgenthau, amerykański prawnik, badacz stosunków międzynarodowych pochodzenia niemieckiego (ur. 1904)
  - Albert Pürsten, niemiecki nauczyciel, samorządowiec, polityk (ur. 1923)
  - Franciszek Targowski, polski aktor, pedagog (ur. 1908)
- 1982:
  - Hugh Everett, amerykański fizyk (ur. 1930)
  - Dawid Frankfurter, austriacki student, zamachowiec pochodzenia żydowskiego (ur. 1909)
  - Marian Matzenauer, polski dziennikarz sportowy (ur. 1921)
- 1984 – Faina Raniewska, rosyjska aktorka (ur. 1896)
- 1985:
  - Ewen Montagu, brytyjski oficer wywiadu, pisarz, sędzia (ur. 1901)
  - Janusz A. Zajdel, polski pisarz science fiction (ur. 1938)
- 1986:
  - Alfredo Binda, włoski kolarz szosowy (ur. 1902)
  - Glenn Graham, amerykański lekkoatleta, tyczkarz (ur. 1904)
  - Krystyna Jamroz, polska śpiewaczka operowa (sopran) (ur. 1923)
- 1987 – Willy Hanft, niemiecki malarz (ur. 1888)
- 1989 – Kazimierz Sabbat, polski polityk, premier i prezydent RP na uchodźstwie (ur. 1913)
- 1990:
  - Gieorgij Burkow, rosyjski aktor (ur. 1933)
  - Eddie Quillan, amerykański aktor (ur. 1907)
- 1991 – Zbigniew Borkowski, polski papirolog, archeolog (ur. 1936)
- 1992:
  - Paolo Borsellino, włoski sędzia antymafijny (ur. 1940)
  - Janina Godlewska-Bogucka, polska piosenkarka, aktorka (ur. 1908)
- 1993:
  - Elmar Klos, czeski reżyser filmowy (ur. 1910)
  - Red Prysock, amerykański saksofonista (ur. 1926)
  - Henryk Albin Tomaszewski, polski rzeźbiarz (ur. 1906)
- 1994:
  - Rudolf Firkušný, amerykański pianista pochodzenia czeskiego (ur. 1912)
  - Marek Grot, polski dziennikarz telewizyjny (ur. 1932)
  - Mieczysław Kaczor, polski polityk, poseł na Sejm PRL (ur. 1909)
  - Ruth Ella Moore, amerykańska bakteriolog, wykładowczyni akademicka (ur. 1903)
  - Ernst Müller-Hermann, niemiecki ekonomista, dziennikarz, polityk (ur. 1915)
- 1995:
  - Józef Baron, polski endokrynolog (ur. 1923)
  - Brian Lloyd, brytyjski wioślarz (ur. 1927)
  - Łeonid Mołczanowski, rosyjski, polski i ukraiński piłkarz, trener (ur. 1913)
- 1996:
  - Marian Cieplak, polski dyplomata, polityk, poseł na Sejm PRL (ur. 1893)
  - Józef Hojoł, polski duchowny katolicki, działacz młodzieżowy, autor poezji religijnej (ur. 1910)
  - Stanisław Poznański, polski malarz, grafik (ur. 1909)
  - Jan Wosiński, polski duchowny katolicki, biskup pomocniczy płocki (ur. 1914)
- 1997:
  - Hec Gervais, kanadyjski curler (ur. 1934)
  - Tadeusz Kowalczyk, polski przedsiębiorca, polityk, poseł na Sejm RP (ur. 1952)
- 1998 – Alojzy Nagel, kaszubski poeta, prozaik (ur. 1930)
- 1999 – Stella Lewi, izraelska żołnierz, politolog, psycholog, polityk (ur. 1924)
- 2000 – Owen Maddock, brytyjski inżynier, projektant (ur. 1925)
- 2001:
  - Gunther Gebel-Williams, amerykański artysta cyrkowy, treser pochodzenia niemieckiego (ur. 1934)
  - Charles King, brytyjski kolarz torowy (ur. 1911)
  - Irena Sroczyńska, polska działaczka związkowa, polityk, poseł na Sejm PRL (ur. 1925)
- 2003:
  - Bill Bright, amerykański ewangelista (ur. 1921)
  - Pierre Graber, szwajcarski polityk, prezydent Szwajcarii (ur. 1908)
- 2004:
  - Carvalho Leite, brazylijski piłkarz, trener (ur. 1912)
  - Zenkō Suzuki, japoński polityk, premier Japonii (ur. 1911)
- 2005:
  - Stefan Amsterdamski, polski filozof, tłumacz dzieł filozoficznych pochodzenia żydowskiego (ur. 1929)
  - Alain Bombard, francuski lekarz, biolog, pionier ratownictwa morskiego (ur. 1924)
- 2006:
  - Gabriel Ogando, argentyński piłkarz, bramkarz (ur. 1921)
  - Jack Warden, amerykański aktor (ur. 1920)
- 2007 – Eugeniusz Banaszczyk, polski śpiewak operowy (baryton), aktor (ur. 1925)
- 2009:
  - Karen Harup, duńska pływaczka (ur. 1924)
  - Ingeborg Hunzinger, niemiecka rzeźbiarka (ur. 1915)
  - Frank McCourt, amerykański pisarz (ur. 1930)
  - Henry Surtees, brytyjski kierowca wyścigowy (ur. 1991)
- 2010:
  - Cécile Aubry, francuska aktorka (ur. 1928)
  - Antoinette Meyer, szwajcarska narciarka alpejska (ur. 1920)
  - David Warren, australijski inżynier, wynalazca tzw. „czarnej skrzynki” (ur. 1925)
- 2011:
  - Pierre Jonquères d’Oriola, francuski jeździec sportowy (ur. 1920)
  - Ivan Gálfy, słowacki ratownik górski, taternik, himalaista (ur. 1933)
- 2012:
  - Teresa May-Czyżowska, polska śpiewaczka operowa (sopran) (ur. 1935)
  - Hans Nowak, niemiecki piłkarz pochodzenia polskiego (ur. 1937)
  - Umar Sulajman, egipski polityk, wiceprezydent (ur. 1936)
- 2013:
  - Simon Pimenta, indyjski duchowny katolicki, arcybiskup Mumbaju, kardynał (ur. 1920)
  - Mel Smith, brytyjski aktor, komik (ur. 1952)
  - Bert Trautmann, niemiecki piłkarz (ur. 1923)
  - Phil Woosnam, walijski piłkarz, trener i działacz piłkarski (ur. 1932)
- 2014:
  - Skye McCole Bartusiak, amerykańska aktorka (ur. 1992)
  - David Easton, kanadyjski politolog (ur. 1917)
  - James Garner, amerykański aktor (ur. 1928)
- 2015:
  - Bernat Martínez, hiszpański motocyklista wyścigowy (ur. 1980)
  - Galina Prozumienszczikowa, rosyjska pływaczka (ur. 1948)
  - Daniel Rivas, hiszpański motocyklista wyścigowy (ur. 1988)
  - Giennadij Sielezniow, rosyjski polityk (ur. 1947)
- 2016:
  - Carmen Hernández, hiszpańska katechetka, działaczka katolicka (ur. 1930)
  - Janina Jóźwiak, polska ekonomistka, wykładowca akademicki (ur. 1948)
  - Garry Marshall, amerykański reżyser filmowy, aktor (ur. 1934)
  - Tamás Somló, węgierski basista, członek zespołu Locomotiv GT (ur. 1947)
- 2017 – Ralph Regula, amerykański polityk (ur. 1924)
- 2018:
  - Shinobu Hashimoto, japoński reżyser, scenarzysta i producent filmowy (ur. 1918)
  - Dienis Tien, kazachski łyżwiarz figurowy (ur. 1993)
- 2019:
  - John Adel Elya, libański duchowny melchicki, eparcha Newton (ur. 1928)
  - Rutger Hauer, holenderski aktor (ur. 1944)
  - Jeremy Kemp, brytyjski aktor (ur. 1935)
  - César Pelli, argentyński architekt (ur. 1926)
- 2020:
  - Louis Dicaire, kanadyjski duchowny katolicki, biskup pomocniczy Montrealu i Saint-Jean-Longueuil (ur. 1946)
  - Sapardi Djoko Damono, indonezyjski poeta, literaturoznawca, tłumacz (ur. 1940)
  - Józef Gołąb, polski piłkarz (ur. 1929)
  - Mikołaj Kubica, polski gimnastyk sportowy (ur. 1945)
  - Wiktor Riaszko, ukraiński piłkarz, trener (ur. 1964)
  - István Séllyei, węgierski zapaśnik (ur. 1950)
  - Nikołaj Tanajew, kirgiski polityk, wicepremier, premier Kirgistanu (ur. 1945)
  - Franciszek Ziejka, polski historyk literatury, profesor nauk humanistycznych (ur. 1940)
- 2021:
  - Eugenia Herman, polska aktorka (ur. 1929)
  - Jacek Kramek, polski kulturysta, trener personalny (ur. 1989)
  - Arturo Armando Molina, salwadorski wojskowy, polityk, prezydent Salwadoru (ur. 1927)
  - Mary Ward, australijska aktorka (ur. 1915)
- 2022:
  - Witold Kwaśnicki, polski ekonomista (ur. 1952)
  - Maria Łabor-Soroka, polska prawnik, sędzia Trybunału Konstytucyjnego (ur. 1932)
  - Rusłana Pysanka, ukraińska aktorka (ur. 1965)
- 2023:
  - Mirosław Mróz, polski duchowny katolicki, teolog (ur. 1958)
  - Irina Rozowa, litewska dziennikarka, polityk (ur. 1958)
  - Remigijus Valiulis, litewski lekkoatleta, sprinter (ur. 1958)
- 2024:
  - Domenico Crescentino Marinozzi, włoski duchowny katolicki, kapucyn, biskup, wikariusz apostolski Soddo-Hosanna (ur. 1926)
  - Toumani Diabaté, malijski muzyk, multiinstrumentalista, wirtuoz kory (ur. 1965)
  - Kevan Gosper, australijski lekkoatleta, sprinter (ur. 1933)
  - Sheila Jackson Lee, amerykańska adwokatka, polityk (ur. 1950)
  - Jacek Jaworek, polski budowlaniec, seryjny morderca (ur. 1969)
  - Jerzy Michalak, polski scenograf teatralny i filmowy, malarz (ur. 1943)
  - Nguyễn Phú Trọng, wietnamski filolog, polityk, przewodniczący Zgromadzenia Narodowego, prezydent Wietnamu (ur. 1944)
  - Aldo Puglisi, włoski aktor (ur. 1935)
  - Ray Reardon, walijski snookerzysta (ur. 1932)
  - Eliyahu Rips, izraelski matematyk (ur. 1948)
  - Mieczysław Żelaznowski, polski kolarz szosowy, trener (ur. 1937)
- 2025:
  - Ingvar Ambjørnsen, norweski pisarz (ur. 1956)
  - Alain Anziani, francuski adwokat, polityk (ur. 1951)
  - Luigi Antonio Cantafora, włoski duchowny katolicki, biskup Lamezia Terme (ur. 1943)
  - Czesław Daś, polski trener koszykarski (ur. 1955)
  - Przemysław Jabłoński, polski florecista (ur. 1955)
  - Zofia Kowalczyk, polska gimnastyczka sportowa (ur. 1929)
  - M.K. Muthu, indyjski aktor (ur. 1948)
  - Ryszard Olesiński, polski gitarzysta, członek zespołu Maanam (ur. 1954)
  - Altan Öymen, turecki dziennikarz, pisarz, polityk, minister turystyki (ur. 1932)